# Budakovac
Budakovac (Hongaars: Budakóc) is een plaats in de gemeente Gradina in de Kroatische provincie Virovitica-Podravina. De plaats telt 299 inwoners (2001).
Het vroeger Hongaarstalige dorpje ligt aan de rivier de Drava, oorspronkelijk lag het aan de Hongaarse zijde van de rivier maar door het rechttrekken van de meanders kwam het dorp aan de Kroatische zijde te liggen. In 1910 was nog 70% van de bevolking Hongaars, tijdens de laatste volkstelling was 55% Kroaat en 20% Hongaar.  